# Поткоава
Поткоава (рум. Potcoava) — город в Румынии в составе жудеца Олт.

## История
Впервые упоминается в документе 1423 года. 
Долгое время это была обычная сельская местность. Статус города коммуна Поткоава получила в 2004 году.